# 特倫德霍姆太陽戰車
特倫德霍姆太陽戰車（丹麥語：Solvognen）是在丹麥發現的一件北歐青銅時代文物。它是由青銅馬雕像和一個代表太陽的大青銅盤組成，被放置在一個輪子有輻條之裝置上的太陽戰車。
1902年，這座雕塑，沒有附帶任何物品，在西蘭島西北部Odsherred的特倫德霍姆沼澤地的泥炭沼澤中被發現（大概55°55′N 11°37′E / 55.917°N 11.617°E）。它現在收藏在哥本哈根的丹麥國家博物館。它出現在丹麥紙幣2009系列的1000-丹麥克朗鈔票上。

## 描述

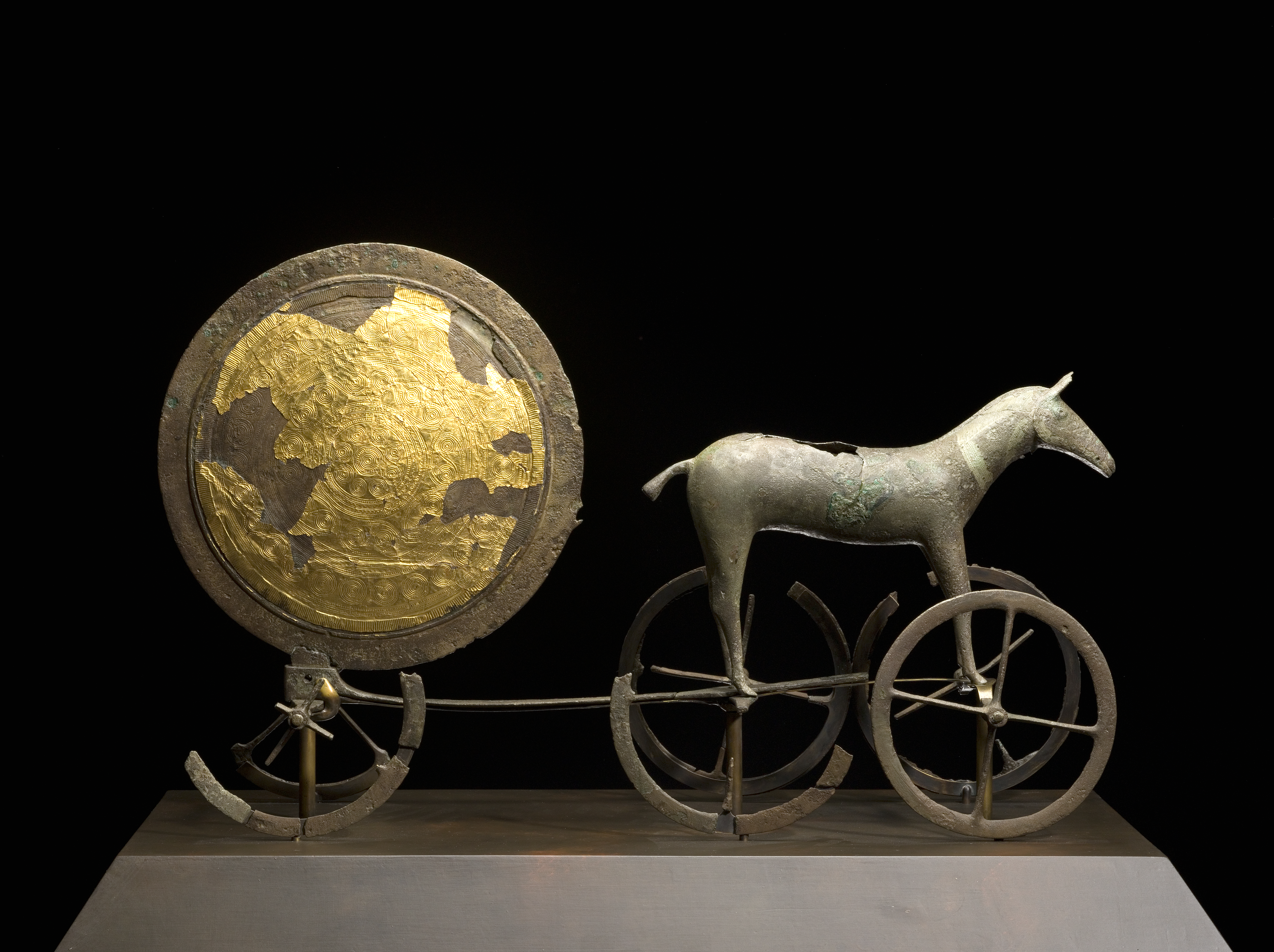
特倫德霍姆太陽戰車鍍金的側面。

馬站在由四個輪子支撐的青銅杆上。馬下方的杆與由兩個輪子支撐的圓盤相連。所有的輪子都有四個輻條。這件文物是用脫臘法鑄造的。整件物體的尺寸（寬度、高度、長度）大約是54 cm × 35 cm × 29 cm（21英寸 × 14英寸 × 11英寸）。儘管它是在當地生產的，但裝潢的各個方面都表明該物品受到了多瑙河的影響。

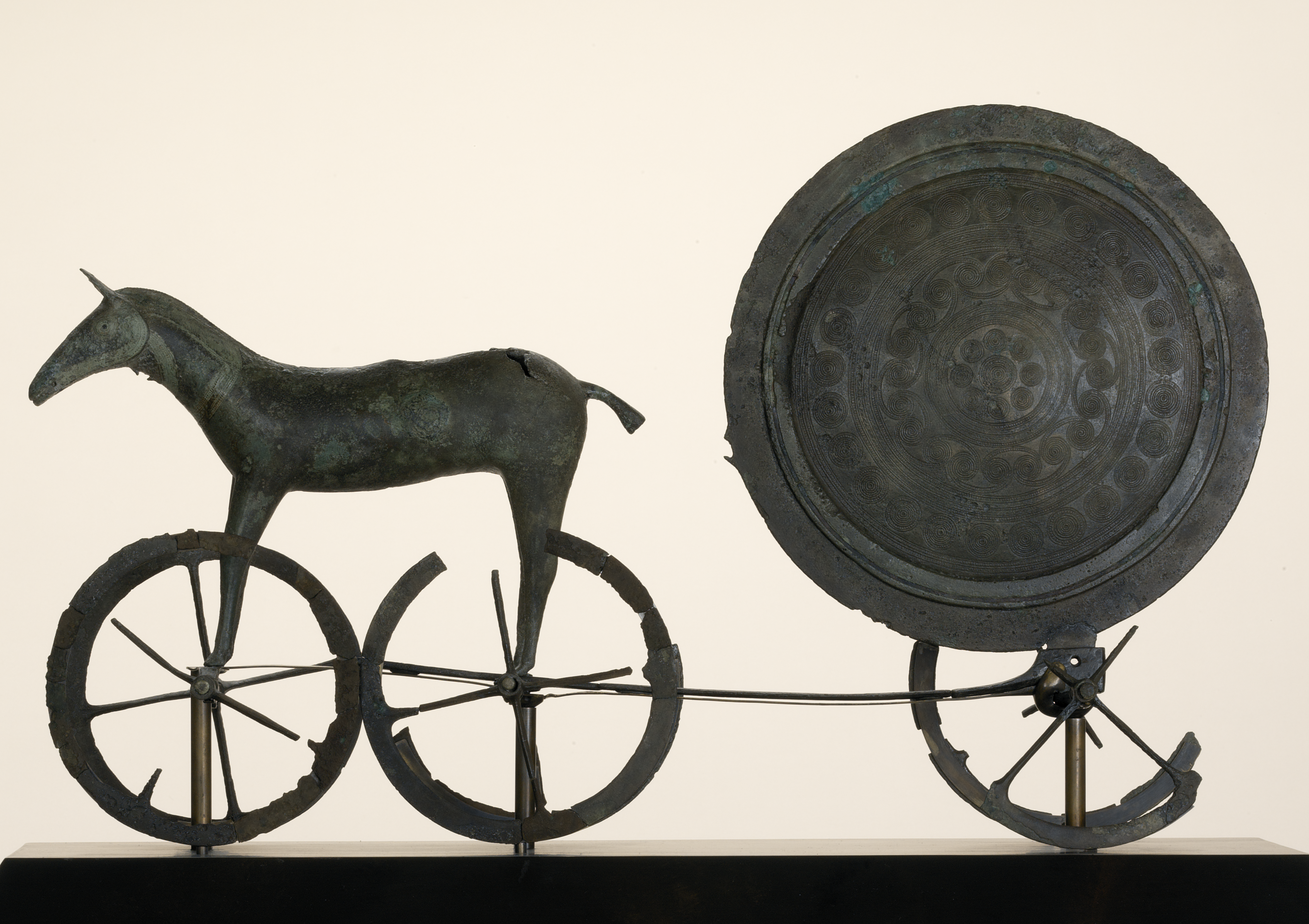
圓盤的左側沒有顯示貼金的痕迹。

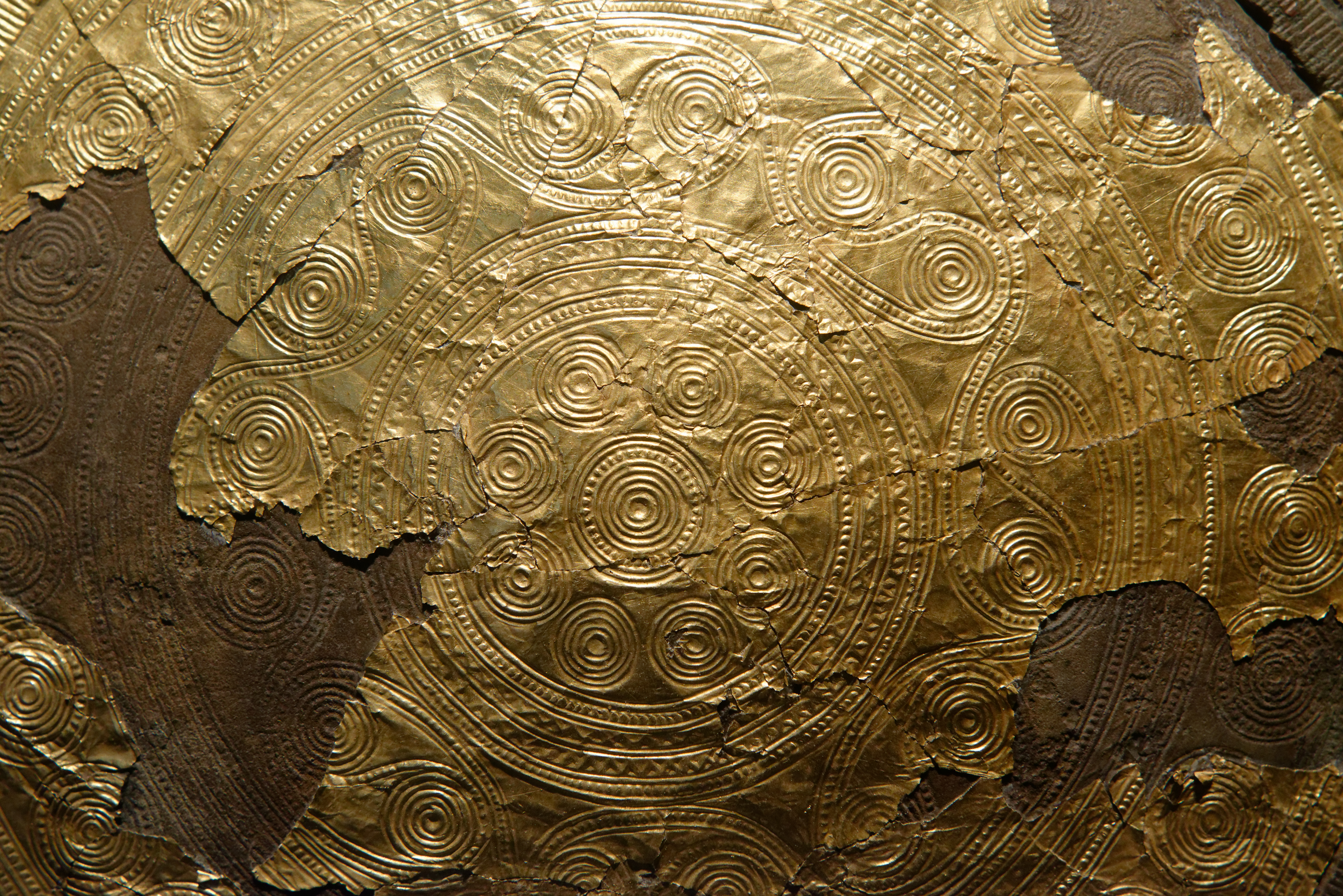
金盤細節。

圓盤直徑約為25 cm（9.8英寸）。它只有右側貼金（從後面看馬時）。它由兩個青銅盤組成，由一個外青銅環連接，一面貼有一層薄薄的金。然後，這些圓盤被用沖頭和雕刻機裝潢，上面有同心圓的圖案區域，邊緣之間有鋸齒形的裝潢帶。金色的一面有一個額外的外層區域，可能代表光線，還有一個由環形帶連接的同心圓區域，「不是朝一個方向流動，而是像舞蹈的步伐一樣前進，前進兩步，後退一步」。馬的主要特徵也得到了高度裝潢。
圓盤的兩側被解釋為一種信念的迹象，即太陽在白天被從東向西吸引穿過天空，向地球展示其明亮的一面，並在晚上從西向東返回，此時黑暗的一面正展現給地球。在全球範圍內繼續下去也會有同樣的結果。人們認為，這輛戰車是在宗教儀式中被拉動的，以展示太陽在天空中的運動。
在愛爾蘭發現了兩個類似的圓盤：拉頓金盤以及青銅庫克圓盤，後者可追溯到西元前1500年至1300年左右。庫克圓盤的配件與特倫德霍姆戰車相似，表明它最初也與太陽馬相連並安裝在輪子上。

## 日期
這座雕塑的歷史可以追溯到西元前1400年左右， 或蒙特利烏斯時期II（西元前1500-1300）。
馬拉戰車的證據最早出現在西元前1700年左右的斯堪的納維亞半島，以岩畫、戰車碎片和鞭子手柄的形式出現。

## 日曆
一些作者認為，圓盤上的裝潢在數位上編碼了一個行事曆。考古學家克里斯托夫·索默菲爾德（Christoph Sommerfeld）認為，圓盤的兩側都編碼了19年陰陽週期默冬章的知識。默冬章也被認為是在西元前1000年左右的晚期{{link-en|柏林金帽|Berlin Gold Hat]]上的編碼。

## 印歐神話與宗教中的太陽戰車

### 北歐神話
戰車被解釋為可能是青銅時代前身的赫利姆法克西和斯基法克西（Skinfaxi），馬，把白天的擬人化身達古拉過天空。

### 凱爾特萬神殿
天空之神塔拉尼斯通常被描繪成輻條輪的内容。The sky god Taranis is typically depicted with the attribute of a spoked wheel.

### 印度教經文
印度教經文中的梨俱吠陀也反映和提及了太陽戰車。曼荼羅10.85提到太陽神的新娘坐在一輛由兩匹馬拉著的戰車上。相關經文如下（格里菲斯譯）：

10. 她的靈魂是新娘的座駕；其上的遮蓋物是天：
    當蘇利耶走近她丈夫的家時，光輝和駿馬都畫在這幅畫中。

11. 你的戰馬穩穩，用聖詩和薩馬讚美詩把它們固定在適當的位置：
     所有的車就是你的雙輪馬車：你的路在天空中震撼著，

12. 當你行走的時候，你的車輪是聖潔的，風把車軸固定在那裡。
     蘇利耶走向她的主，登上了一輛精靈的車。

### 希臘神話
在希臘神話中，太陽神赫利俄斯據說戴著太陽冠，他的馬車在天空中飛馳，帶來了陽光。

## 來源
- Sandars, Nancy K., Prehistoric Art in Europe, Penguin (Pelican, now Yale, History of Art), 1968 (nb 1st edn.)

## 外部連結
- Reconstructing the Trundholm Sun Chariot 的存檔，存档日期11 October 2008., Anders Söderberg, Sweden, 2002. Söderberg demonstrates how part of the chariot might have been made using the lost-wax method.
- Götter und Helden in der Bronzezeit: Europa im Zeitalter des Odysseus, exhibition, Bonn. 1999. Catalogue introduction, wall panel information: (.doc format)